# Batman (rzeka)
Batman – rzeka w południowo-wschodniej Turcji, dopływ Tygrysu. Przepływa nieopodal miasta Batman. Na północ od miasta Batman rzekę przecina stary most Malabadi z XII wieku.